# العلاقات البلغارية السلوفاكية
العلاقات البلغارية السلوفاكية هي العلاقات الثنائية التي تجمع بين بلغاريا وسلوفاكيا.

## مقارنة بين البلدين
هذه مقارنة عامة ومرجعية للدولتين:
| وجه المقارنة                                              | بلغاريا                                                                             | سلوفاكيا                                                       |
| --------------------------------------------------------- | ----------------------------------------------------------------------------------- | -------------------------------------------------------------- |
| المساحة (كم2)                                             | 110.99 ألف                                                                          | 49.03 ألف                                                      |
| عدد السكان (نسمة)                                         | 7.08 مليون                                                                          | 5.44 مليون                                                     |
| الكثافة السكانية (ن./كم²)                                 | 63.79                                                                               | 110.95                                                         |
| العاصمة                                                   | صوفيا                                                                               | براتيسلافا                                                     |
| اللغة الرسمية                                             | اللغة البلغارية                                                                     | اللغة السلوفاكية                                               |
| العملة                                                    | ليف بلغاري                                                                          | كرونة سلوفاكية، يورو                                           |
| الناتج المحلي الإجمالي (بليون دولار)                      | 56.83 مليار                                                                         | 95.77 مليار                                                    |
| الناتج المحلي الإجمالي (تعادل القوة الشرائية) بليون دولار | 130.99 مليار                                                                        | 162.34 مليار                                                   |
| الناتج المحلي الإجمالي الاسمي للفرد دولار أمريكي          | 8.03 ألف                                                                            | 16.09 ألف                                                      |
| الناتج المحلي الإجمالي للفرد دولار أمريكي                 | 17.21 ألف                                                                           | 30.46 ألف                                                      |
| مؤشر التنمية البشرية                                      | 0.782                                                                               | 0.844                                                          |
| رمز المكالمات الدولي                                      | +359                                                                                | +421                                                           |
| رمز الإنترنت                                              | .bg، .бг ‏                                                                           | .sk                                                            |
| المنطقة الزمنية                                           | ت ع م+02:00، ت ع م+03:00، أوروبا/صوفيا ‏، توقيت شرق أوروبا، توقيت شرق أوروبا الصيفي ‏ | توقيت وسط أوروبا، ت ع م+01:00، ت ع م+02:00، أوروبا/براتيسلافا ‏ |

## مدن متوأمة
في ما يلي قائمة باتفاقيات التوأمة بين مدن بلغارية وسلوفاكية:
- ترتبط غابروفو مع بريشوف باتفاقية توأمة منذ 14 مايو 2004.[17][18][19][20]
- ترتبط بلاغويفغراد مع جيلينا باتفاقية توأمة.
- ترتبط مونتانا مع بانسكا بيستريتسا باتفاقية توأمة.
- ترتبط تريافنا مع زفولن باتفاقية توأمة.
- ترتبط بلوفديف مع كوشيتسه باتفاقية توأمة.
- ترتبط صوفيا مع براتيسلافا باتفاقية توأمة منذ 2000.
- ترتبط بلجق [الإنجليزية]‏ مع ستارا لوبوفنا باتفاقية توأمة.
- ترتبط كافارنا مع ميخالوفتسى باتفاقية توأمة منذ 2004.
- ترتبط روسه مع براتيسلافا باتفاقية توأمة منذ 2008.[21][21][21]

## منظمات دولية مشتركة
يشترك البلدان في عضوية مجموعة من المنظمات الدولية، منها:
| علم المنظمة | اسم المنظمة                               | تاريخ انضمام بلغاريا | تاريخ انضمام سلوفاكيا |
| ----------- | ----------------------------------------- | -------------------- | --------------------- |
|             | الاتحاد الأوروبي                          | 2007                 | 1 مايو 2004           |
|             | وكالة ضمان الاستثمار متعدد الأطراف        | 23 سبتمبر 1992       | 1993                  |
|             | الأمم المتحدة                             | 14 ديسمبر 1955       | 19 يناير 1993         |
|             | الفريق المعني برصد الأرض                  | ?                    | ?                     |
|             | مركز تنسيق الحركة في أوروبا ‏              | ?                    | ?                     |
|             | منظمة حظر الأسلحة الكيميائية              | ?                    | ?                     |
|             | منظمة التجارة العالمية                    | 1 ديسمبر 1996        | ?                     |
|             | منظمة الشرطة الجنائية الدولية             | ?                    | ?                     |
|             | منظمة الأمن والتعاون في أوروبا            | 25 يونيو 1973        | 1993                  |
|             | حلف شمال الأطلسي                          | 29 مارس 2004         | 29 مارس 2004          |
|             | يونسكو                                    | 17 مايو 1956         | 9 فبراير 1993         |
|             | الاتحاد البريدي العالمي                   | ?                    | ?                     |
|             | البنك الدولي للإنشاء والتعمير             | 25 سبتمبر 1990       | 1993                  |
|             | اتفاقية السماوات المفتوحة                 | ?                    | ?                     |
|             | الاتحاد الدولي للاتصالات                  | 18 سبتمبر 1880       | 23 فبراير 1993        |
|             | مؤسسة التمويل الدولية                     | 22 يوليو 1991        | 1993                  |
|             | المنظمة الأوروبية لسلامة الملاحة الجوية   | 1997                 | 1997                  |
|             | المركز الدولي لتسوية المنازعات الاستشارية | 13 مايو 2001         | 26 يونيو 1994         |
|             | مجموعة أستراليا                           | 2001                 | 1994                  |
|             | مجموعة الموردين النوويين                  | ?                    | ?                     |

## وصلات خارجية
- موقع وزارة الخارجية البلغارية
- موقع وزارة الخارجية السلوفاكية